# Валя-Скейлор
Валя-Скейлор (рум. Valea Scheilor) — село у повіті Прахова в Румунії. Входить до складу комуни Келугерень.
Село розташоване на відстані 74 км на північ від Бухареста, 32 км на північний схід від Плоєшті, 133 км на захід від Галаца, 89 км на південний схід від Брашова.

## Населення
За даними перепису населення 2002 року у селі проживали 186 осіб, усі — румуни. Усі жителі села рідною мовою назвали румунську.